# Société philomatique vosgienne
Pour les articles homonymes, voir Vosgien (homonymie).
La Société philomatique vosgienne est une société savante française, créée en 1875 à Saint-Dié. Rayonnant en premier lieu sur l'arrondissement de Saint-Dié, elle a joué un important rôle de promotion et d'illustration de la montagne vosgienne, surtout avant la Grande Guerre.

## Historique de la société
La création de la Société peut apparaître comme une conséquence directe de la guerre de 1870-71. Une ample restructuration du tissu administratif, religieux et associatif au voisinage de la nouvelle frontière franco-allemande s'impose face à la germanisation affichée de l'Alsace. Les amateurs francophiles de sciences ressentent l'éloignement de la Société philomathique vogéso-rhénane, fondée en 1862 par Frédéric Kirschleger et basée à Strasbourg.
Après l'humiliante occupation prussienne jusqu'en 1873, quelques chercheurs bénévoles de l'arrondissement de Saint-Dié, alors amputé du canton de Schirmeck et du demi-canton de Saâles, s'émancipent de la Société d'émulation des Vosges, première et alors unique société savante du département, fondée à Épinal sous la Restauration. Leur demande d'autonomie pour mettre en valeur leur petit pays s'inspire en réalité de la vive réponse culturelle des villes du département de Meurthe, en premier lieu Lunéville et Nancy, dont les zones d'influences ont été aussi tronquées par l'avancée de la frontière franco-allemande.

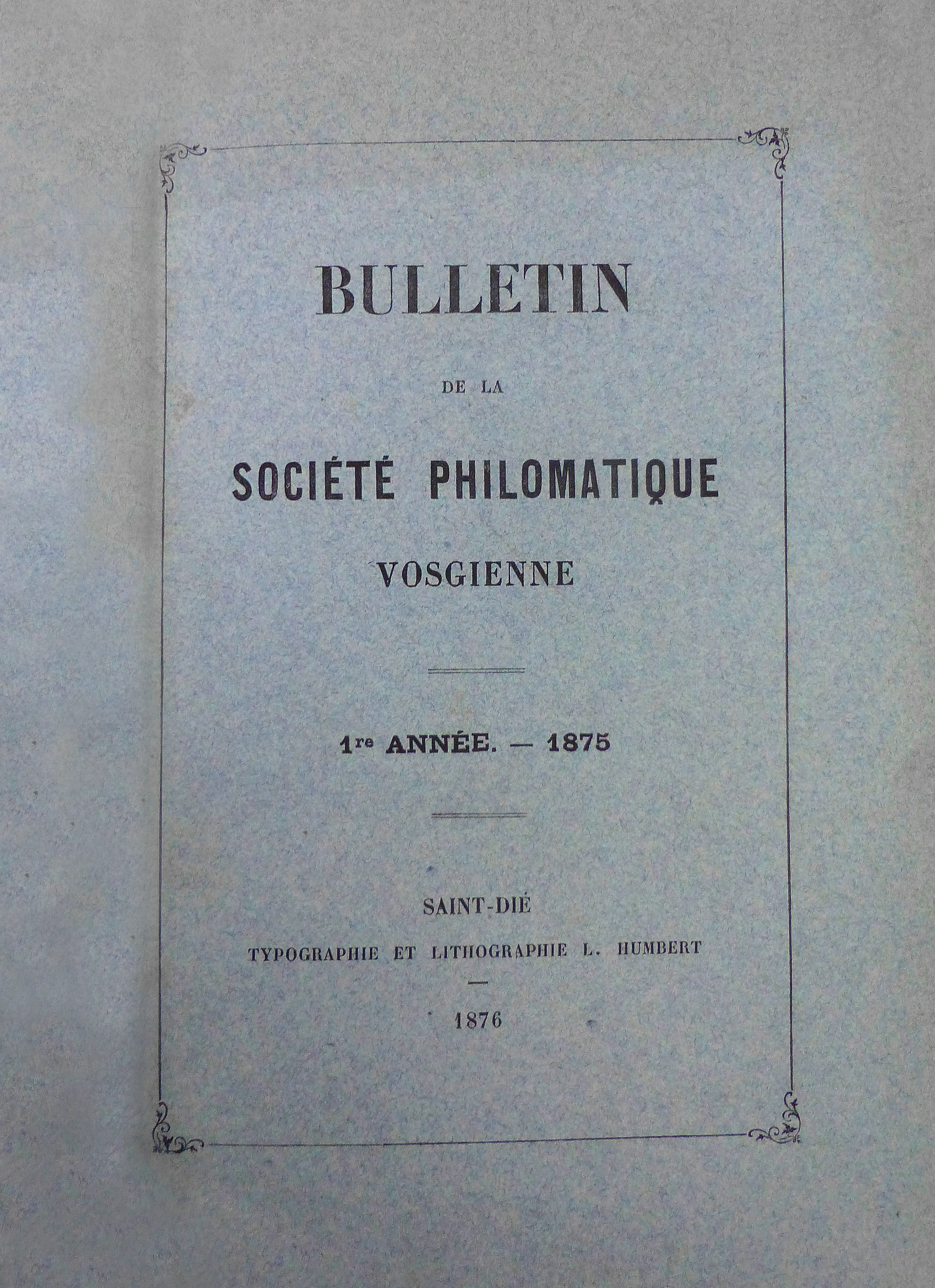
Premier numéro broché non relié du Bulletin de la Société philomatique vosgienne (1875)

L'assemblée générale constitutive se tient à l'hôtel de ville de Saint-Dié le 28 février 1875. La nouvelle association, régie par la loi du 11 mai 1868, définit ainsi son propos :
« Le but est de développer le goût des choses littéraires, scientifiques et artistiques, de conserver tout ce qui se rattache à l'histoire du pays, de former un musée où pourront trouver place toutes les richesses archéologiques et naturelles de la contrée et des montagnes des Vosges. »
Le président fondateur de la société philomatique vosgienne est un pharmacien républicain de Saint-Dié, Henry Bardy. Appuyé par un comité de membres élus qui assume une responsabilité collégiale et assure la publication d'un bulletin annuel, nommé in extenso bulletin de la société philomatique vosgienne, ce bénévole, défenseur du patrimoine et promoteur de l'identité montagnarde vosgienne, y exerce la première fonction de représentation quasiment jusqu'à sa mort en 1909.
La recherche entreprise dès 1875 obéit, sous l'autorité de Henry Bardy à différentes sections très souvent informelles - libres et éphémères, appelées à recomposition, par principe - qui correspondent à autant de projets muséographiques ou archivistiques. Une section "archéologie et histoire, incluant la cartographie et la numismatique" appelée à un essor croissant se construit autour de véritables chercheurs de terrain et/ou d'archives: Arthur Benoit, Charles Grad, Gaston de Golbéry, Félix Voulot, Frantz Dinago, Alban Fournier, Paul Cabasse, Paul de Boureulle, Louis Jouve, Frédéric Seillère, Emmanuel Dietz...
La section informelle "minéralogie et géologie" est placée sous la bonne figure du docteur Carrière, qui, malade, ne veut pas adhérer inutilement, mais lègue sa collection minérale et ses ouvrages, inventoriés par son ami Félix Lebrun, architecte à Lunéville et géologue amateur, ce qui constitue en 1876 le premier musée philomate, vouée à la minéralogie et aux pierres. La section "botanique, sciences naturelles incluant art du jardin et horticulture" s'organise autour du jeune René Ferry, et la société inaugure en 1878 un musée botanique exposant des herbiers et curiosités naturelles.
La section informelle "météorologie" donne plus naissance à des archives volumineuses qu'à un musée, sous l'égide posthume du docteur Billot, décédé en 1868 et à quelques rares publications. Henri Bardy, Emmanuel Dietz de Schirmeck... y sont actifs. Une autre section informelle, sur la pharmacie et l'histoire médicale, a aussi existé, animé par Henry Bardy et ses amis médecins ou pharmaciens, comme les docteurs Fournier ou Stutel, les pharmaciens Paul Cabasse ou Dietz 
Un musée d'art, de peinture et de dessin, de gravures et de sculpture, est pressenti par l'artiste et historien inclassable Gaston Save dès 1878, mais n'est réalisé après 1880. Elle attire tous les artistes peintres, photographes ou dessinateurs réputés de Saint-Dié, à commencer par la famille de Mirbeck...
Le professeur Auguste Stegmuller décrit en 1895, sans cacher son admiration étonnée, le musée de Saint-Dié, fruit du labeur et de l'attention constante de Philomates, en moins de vingt ans, à l'hôtel de Ville. La galerie est déjà trop étroite, et une partie des collections encombrantes doivent être transférée dans la maison Thurin voisine. Ce qui a marqué ce visiteur curieux est d'abord la magnifique collection conchyliologique de plus de 5000 spécimens donnée à sa ville natale par l'abbé Colin, ancien aumônier du lycée de Saint-Denis, la vaste collection minéralogique et pétrographique du docteur Carrière enrichie par l'apport de M. Lebrun spécialiste de Lunéville, une collection ornithologique importante basée sur la vieille collection Marcellin (300 oiseaux empaillés) plus que doublée par des apports réguliers des frères Simon, un bel herbier toujours enrichi par René Ferry, diverses curiosités d'histoire naturelle, un petit cabinet des médailles et des monnaies, de nombreux artefacts archéologiques, outils et objets quotidiens ou spécifiques des temps anciens, de la préhistoire à l'époque gallo-romaine, du monde mérovingien aux temps modernes ou contemporains, y compris les productions métallurgiques locales d'autrefois, des armes et des textiles, des meubles, tableaux et gravures, sculptures de valeur, parfois des moulages etc. Nous pouvons remarquer que le statut des multiples collections reste variable et parfois indécis, de l'apport ou complément philomate au dons à la ville de Saint-Dié, en passant par un don imprécis au musée gérée par la société et hébergée par la mairie. Le musée reste avant tout un projet commun, au point que la société tend à s'assimiler abusivement à une société spécifique du Vieux Saint-Dié. Avant les roches et minéraux, les premières vitrines zoologiques classées par ordre et classe dévoilent des madrépores morts blancs comme du lait, des éponges souples au toucher comme de la soie, en forme d'étoiles à cinq ou six branches, ou de feuilles sans revêtement de tissus. Les oursins sphéroïdales ressemblent à des nids de pierre et les limas arborent une livrée brune, cendrée, jaune ou rouge éclatante digne de la pourpre impériale. Les moules fluviatiles à l'intérieur nacré et poli, les tridacnes ou bénitiers, les umbrellas comme enduites d'un couche de vernis dévoilent leurs formes caractéristiques, ainsi que des olivas à la tête bronzée, des patelles en forme de boucliers et autres cassis réinventant les multiples casques de moult couleurs rouges, bruns ou verdâtres. Les trochus sont de toutes les couleurs, les strombus ont des nuances tendres et infiniment variées, les tigrées segmentent la lumière, à l'exception d'une espèce brillante et dorée. Cette mise en éveil des sens a fasciné les visiteurs enfants et adultes. L'ensemble des grès des Vosges est ensuite exposé, avec de menues variétés, avec les roches ignée du socle sur lequel elles reposent fréquemment. Les minéraux proviennent en premier lieu des gisements cuprifères carbonatées d'Anozel, argentifères, voire plombifères de Sainte-Marie-aux-Mines et La Croix-aux-Mines, Wisembach et Lusse. 
Ainsi la société, par son labeur méticuleux, est à l'origine des différents musées de Saint-Dié à la Belle Époque et d'une part importante des collections de la bibliothèque municipale, après accord de rétrocession systématique des fonds philomates, signé par le secrétaire René Ferry au début du XXe siècle. Après la disparition de Henry Bardy soucieux d'une ligne directrice unique et collégiale, les commissions aux activités impressionnantes et aux rayonnements indéniables tendent à s'émanciper du comité, la réalité administrative du pouvoir tombe dans l'escarcelle du secrétariat, alors que le comité se transforme lentement un champ d'antagonismes sournois entre commissions ou de rivalités exacerbées de personnalités, y compris issues des mêmes commissions. L'explosion initiée après guerre par l'émancipation définitive de la commission d'art et de peinture, assujettissant la plupart des autres commissions minoritaires, sous la houlette de Charles Pecatte est à l'origine de la création du musée municipale au premier étage de la mairie et de l'évacuation concomitante en 1925, suivant la bibliothèque municipale de ce qui reste de la société, commission lecture en tête, dans les locaux d'archives rénovés d'Hellieule. Le pouvoir présidentiel a été réimposé par Auguste Pierrot à la fin des années trente, avec le soutien de la mairie et une forte ritualisation du comité ou conseil d'administration, qui n'a lentement disparu qu'à la fin du siècle.
Rappelons brièvement le nom des présidents : Mathieu-Henri Bardy alias Henry Bardy jusqu'en 1907, G. de la Comble, le publiciste René Jacquet, Georges Baumont, Marc François, Auguste Pierrot, Paul Evrat de 1951 à 1956, Henri Eugène Grandblaise de 1956 à 1962, Marie-Rose Blech de 1962 au 6 décembre 1967, Georges Trimouille du 6 décembre 1967 au 6 décembre 1977, Albert Ronsin, Damien Parmentier de 1995 à 1998, Pierre Colin de 1998 à fin 2000, Jean-Claude Fombaron à partir de l'an 2001.

### Vocabulaire
Les termes Φιλοματικα ou Φιλοηματικός « philomatique(s) », signifiant "amour (Φιλο) de l'enquête (ματός) au sens conjoint de recherche et d'histoire, attrait pour l'enquête continue, c'est-à-dire pour la recherche " et Φιλοματη « philomate »  "chercheur, qui aime l'enquête" sont des néologismes grecs qui ont en premier lieu caractérisé des regroupements savants français à la fin du dix-huitième et au dix-neuvième siècles. Les philomates désignent étymologiquement « ceux qui aiment l'enquête, l'histoire », c'est-à-dire ceux qui cherchent à comprendre et mènent une recherche scientifique.
Cette dénomination rigoureuse implique un labeur de recherche collectif, et non un quelconque "savoir infus" de personnalités soi-disant supérieures, elle est connue du président-fondateur de 1875, le pharmacien Henri Bardy, bon connaisseur de l'histoire de la chimie et grand admirateur du folklore – au sens de science du peuple – , en particulier celui des montagnards vosgiens qu'il avait étudié au dessus de Belfort, sa ville natale et de sa jeunesse, avant de parcourir en jeune adulte la plus grande partie des Vosges. Il l'a préférée au terme esthétique ou scolaire « philomathique », rapporté aux philomathes « ceux qui aiment ou goûtent le savoir μαθη ou mathesis universalis» et particulièrement les belles connaissances supposées acquises. Les deux termes ont en commun de valoriser les études, la lecture et l'observation. Mais la recherche allie constamment théorie et pratique, expériences et modélisations, présence en première ligne, actions sur le terrain et contemplation idéale, éthique de vérité, respect des Hommes, résultats fondamentaux et mises en doute. En ce sens, il est impossible de la confondre avec les oripeaux si communs de la politique culturelle ou religieuse, qui ne cherche souvent qu'à instaurer, imposer ses savoirs dominants ou ses vues dogmatiques, quitte à juger, humilier, condamner, dégrader, annihiler les modestes apports de la recherche scientifique.

### Échanges entre sociétés savantes
Voici par ordre chronologique les sociétés savantes qui reconnaissent au cours des premières années l'intérêt de la jeune "société philomatique vosgienne" et entérinent ainsi un échange d'ouvrages et de publications.
Société d'horticulture des Vosges (Épinal), Société belfortaine d'émulation (Belfort, pays natal de Henry Bardy), Société d'émulation de Montbéliard, Société d'archéologie lorraine (Nancy, sur l'initiative d'Arthur Benoit), Société centrale d'agriculture de Meurthe-et-Moselle (Nancy), Société des sciences de Nancy, Société d'émulation des Vosges (Épinal), Société d'agriculture, sciences et arts de Haute-Saône (Vesoul), Société des sciences naturelles et archéologiques de la Creuse…

### Présentation muséologique
L'efficace détermination de ses membres bénévoles a permis la création des musées successifs à Saint-Dié, ainsi en 1876 le musée de minéralogie et de géologie présentant diverses roches locales, en 1878 le musée de botanique et sciences naturelles avec herbiers et curiosités naturelles, ou après 1880 un musée de peinture et de petite sculpture, de dessins et de gravures animé par la famille Mirbeck ou plus tard renforcé par un musée de sculpture" et un "musée lapidaire avec l'esquisse d'un musée de sculpture sur bois.
Une belle partie de ses collections, surtout les plus remarquables d'art ou de peinture, et celles de minéralogie et botanique, ont été rassemblées à l'initiative du peintre lorrain Charles Peccatte, alors responsable philomate de la "section peinture" promu conservateur municipal, dans le premier musée municipal, inauguré en 1924, mais ces collections ont été pillées, brûlées ou détruites en novembre 1944. Ses archives entassées dans un bâtiment annexe de la bibliothèque municipale rue d'Hellieule ont été préservées. Après 1946, diverses collections muséographiques reconstituées souvent ex nihilo sous sa houlette, ont été réunies dans les locaux municipaux réaménagés d'Hellieule. Enfin, le musée municipal actuel a été créé et installé en 1977 dans l'ancien palais épiscopal rénové, à l'instigation du responsable des différents musées philomatiques, Albert Ronsin, par ailleurs bibliothécaire municipal. Les collections léguées, données ou déposées par les membres philomates en constituent encore la plus grande part.

### Présentation bibliographique
La Société a été un partenaire incontournable de la vieille bibliothèque municipale de Saint-Dié, reversant au terme d'un accord initié par René Ferry en 1901 ses anciennes collections et les revues obtenues par l'échange. L'omniprésence philomate à la bibliothèque ainsi qu'au Musée de Saint-Dié a persisté jusqu'à la fonctionnarisation du personnel au cours des années 1960 et parfois même bien au-delà. Ce n'est plus le cas depuis les années 1990 où les accords ont été parfois soumis à variations ou aléas. Aujourd'hui, après la médiathèque municipale où la part du livre s'est amenuisée, La Boussole placée sous l'égide de l'Agglo a repris ce flambeau culturel.

## Buts actuels d'une structure associative bénévole et privée
La Société philomatique vosgienne s'emploie à étudier et à protéger le patrimoine, plus particulièrement dans l'arrondissement de Saint-Dié-des-Vosges. Sa mission fondamentale, inscrite dans son nom, est d'aider et de favoriser la recherche.
Ses centres d'intérêt sont multiples et, par ordre de priorité actuelle :
- le patrimoine bâti : cela va de l'archéologie à l'étude des maisons actuelles en passant par les églises, les scieries, les usines… ;
- la mise en valeur et la restauration du patrimoine bâti menacé : chapelle du Petit Saint-Dié, calvaires et petits monuments à restaurer ;
- l'histoire de l'Antiquité jusqu'à l'époque contemporaine, histoire religieuse, histoire des puissants mais aussi histoire du peuple, histoire des guerres, histoire sociale ;
- l'histoire économique : évolution, mouvement sociaux, grèves ;
- l'évolution des paysages modelés par l'homme et ses activités ;
- les voies de communication anciennes ou modernes ;
- l'ethnologie, l'histoire du comportement humain, les légendes, les rituels, observés à des niveaux divers ;
- les patois, la toponymie, l'onomastique en général ;
- la faune et la flore ;
- la géologie et les sciences.

La Société soutient la formation bénévole et favorise la rencontre des chercheurs.

## Publications phares

### Bulletin de la Société philomatique vosgienne
En dehors des périodes de guerre ou de reconstruction, la parution est annuelle de 1875 à 2000. Le contenu des tomes parus avant 1930 a été mis en ligne sur gallica.fr.

### Mémoire des Vosges. Histoire Société Coutumes
Cette revue semestrielle est dirigée par un comité de rédaction depuis 2000. Elle paraît régulièrement au printemps et en automne. Sa maquette de couverture a été choisie en prenant pour modèle la revue de la Société d'histoire et d'archéologie de Saverne, en guise d'hommage à l'ensemble des sociétés d'histoire et d'archéologie d'Alsace et au labeur constant des chercheurs en histoire locale d'Alsace, de Lorraine et de Franche-Comté contribuant à l'histoire des Vosges.
Sujets abordés dans les différents numéros au gré des semestres :

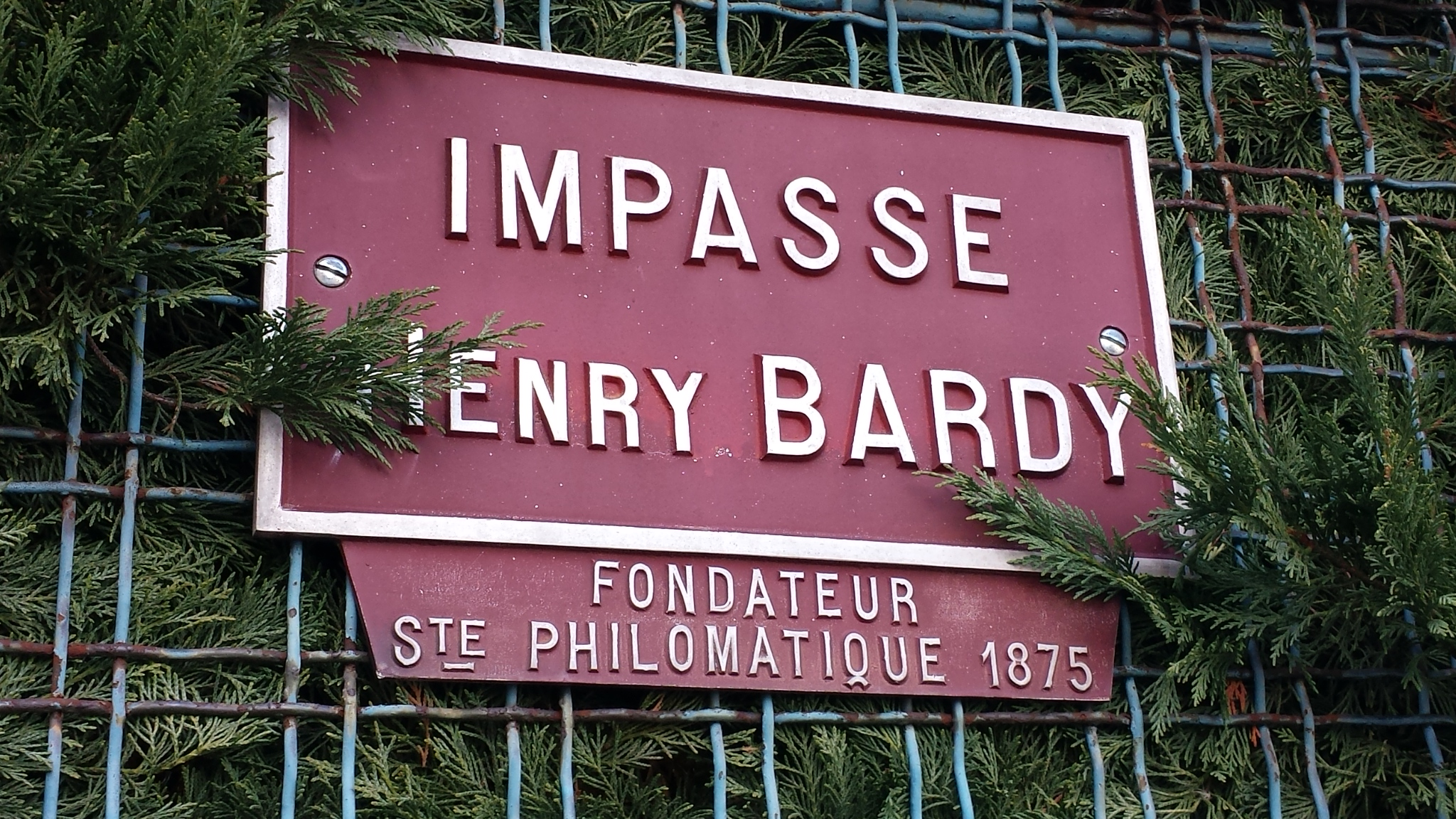
Saint-Dié-des-Vosges a baptisé une petite rue de son centre-ville du nom du fondateur de la SPV.

- N°1 - Médecine et santé, 2000, 60 p.
- N°2 - Croyances et traditions, 2001, 64 p.
- N°3 - Itinéraires (mélanges), 2001, 68 p.
- N°4 - Monnaies et médailles, 2002, 68 p.
- N°5 - L'eau, réalité et imaginaire, 2002, 68 p.
- N°6 - Hommes et destinée (mélanges), 2003, 68 p.
- N°7 - La justice et les justices, 2003, 72 p.
- N°8 - Festins & disettes, 2004, 64 p.
- N°9 - Eau, vin et tentations (mélanges), 2004, 64 p.
- N°10 - Enfants et parents, 2005, 64 p.
- N°11 - Sur la route, 2005, 72 p.
- N°12 - Archéologies, 2006, 68 p.
- N°13 - Enseignement et éducation, 2006, 60 p.
- N°14 - Construire & reconstruire, 2007, 72 p.
- N°15 - Voyager et découvrir, 2007, 68 p.
- N°16 - Fabriquer, 2008, 72 p.
- N°17 - Culte et religion, 2008, 68 p.
- N°18 - Forêts, 2009, 68 p.
- N°19 - Femmes, 2009, 72 p.
- N°20 - Des bêtes & des hommes, 2010, 72 p.
- N°21 - Métaux et minéraux, 2010, 72 p.
- N°22 - Différends & désaccords, 2011, 72 p.
- N°23 - Transports & déplacements, 2011, 72 p.
- N°24 - Commerce, 2012, 72 p.
- N°25 - Maux et fléaux, 2012, 72 p.
- N°26 - L'écrit, 2013, 72 p.
- N°27 - Identités, noms, prénoms, 2013, 72 p.
- N°28 -	Toponymes, 2014, 72 p.
- N°29 -	Mémoires, 2014, 72 p.
- N°30 -	Collecter, collectionner, conserver, 2015. 72 p.
- N°31 -	Météo & aléas climatiques, 2015, 81 p.
- N°32 - Bornes & territoires, 2016, 72 p.
- N°33 -	Communiquer & transmettre, 2016, 80 p.
- N°34 -	Imaginaires, 2017, 72 p.
- N°35 - Arts et artistes, 2017, 72 p.
- N°36 -  Varia (1), 2018, 72 p.
- N°37 - Presse, 2018, 72 p.
- N°38 - Usines, 2019, 72 p.
- N°39 - Migrer, 2019, 72 p.
- N°40 - Violences, 2020, 72 p.
- N°41 - Inhumations, 2020, 72 p.
- N°42 - Construire, 2021, 72 p.
- N°43 - Festivités, 2021, 72 p.
- N°44 - Raconter l'histoire, raconter des histoires, 2022, 72 p.
- N°45 - Produire et vendre, 2022, 64 p.
- N°46 -  Varia (2), 2023, 72 p.

Numéros hors-séries de Mémoire des Vosges. H.S.C. et parutions ou catalogues spécialisés :
- MDV HS n°1 - Les Deniers de Saint-Dié. 11e-14e siècles, 2003, 17 p.
- Du kaletedou à l'euro (catalogue de la collection Henri Grandblaise), 2003, 80 p.
- Sur la piste du trésor gaulois de Robache (album illustré pour la jeunesse), 2003.
- MDV HS n°2 - L'Aviation à Saint-Dié, 2004, 44 p.
- Faïences. Décor à l'oiseau (catalogue d'exposition), 2006, 48 p.
- MDV HS n°3 - Nouvelles archéologies, 2006, 33 p.
- MDV HS n°4 - Les Meules en rhyolite des Fossottes, 2007, 55 p.
- MDV HS n°5 - La Guerre aérienne dans les Vosges. 1914-1919, 2009, 68 p.
- MDV HS n°6 - Dom Calmet, un bénédictin vosgien au Siècle des Lumières, 2010, 60 p.
- MDV HS n°7 - Le Camp celtique de La Bure à Saint-Dié, 1964-2015, 2016, 128 p.

## Commissions et groupes de travail
Il existe des commissions et groupes de travail qui reprennent et développent tout ou partie des objectifs de recherche affichés. Les chercheurs sont bénévoles et la recherche est vraiment libre. Toutefois, les publications, les exposés et les conférences placés sous l'égide ou la responsabilité de la société sont observés par les instances du comité d'administration. Les travaux lancés ou les études suivies ou aidées financièrement par la société sont tôt ou tard soumis à un examen rigoureux.
Un grand nombre de rencontres et de séminaires, parfois publics parfois improvisés en interne, mais toujours accessibles aux philomates qui s'intéressent à la société, permettent de faire le point ou de développer l'émulation sur les sujets de recherche mentionnés plus haut.

## Publications de la commission Temps de Guerre
- La Vosgienne (1917-1918). Une compagnie franche dans la Grande Guerre, mémoire du colonel Bon de La Tour, volume I, 2000, 102 p.
- Képis bleus de Lorraine (1914-16). Carnets de chasseurs à pied lorrains. Fombaron J.-C. - Prouillet Y., volume II, 2001, 203 p.
- Senones, une ville vosgienne sous l'occupation allemande. 1914-1918. Journal de guerre. Villemin A., volume III, 2002, 191 p.
- Vu d’avion… Survol photographique de la vallée du Hure. 1914-1918. Commission Temps de Guerre, 2005, 24 p.
- La Chapelotte 1914-18, secteur oublié du front de Lorraine, volume IV de la collection Temps de Guerre sous la responsabilité de Jacques Bourquin, Yann Prouillet et Jean-Claude Fombaron, 2005, réédition 2007, 289 pages.
- Champs-le-Duc, 5 septembre 1944, un moment crucial de la Libération des Vosges, volume V de la collection Temps de Guerre proposé par Claude Marchal, 2006, 193 pages.

Les collaborations avec diverses archives départementales ou universités françaises ou étrangères pour l'organisation de catalogues, colloques ou bibliographies exhaustives ont retardé les travaux prévus sur les fronts vosgiens de la Grande Guerre, notamment La Fontenelle qui devrait paraître au mieux avant la fin 2016.
Un champ pour l'étude de la Seconde Guerre mondiale et notamment de la Résistance et des gigantesques dévastations au cours de l'automne 1944 sur la montagne vosgienne est désormais ouvert par les historiens philomates.